# Siphogaudryina
Siphogaudryina es un género de foraminífero bentónico de la subfamilia Verneuilininae, de la familia Verneuilinidae, de la superfamilia Verneuilinoidea, del suborden Verneuilinina y del orden Lituolida. Su especie tipo es Gaudryina stephensoni. Su rango cronoestratigráfico abarca desde el Turoniense hasta el Senoniense (Cretácico superior).

## Discusión
Clasificaciones previas incluían Siphogaudryina en el suborden Textulariina del orden Textulariida, o en el orden Lituolida sin diferenciar el suborden Verneuilinina.

## Clasificación
Siphogaudryina incluye a las siguientes especies:
- Siphogaudryina aissana †
- Siphogaudryina balearica †
- Siphogaudryina compressa †
- Siphogaudryina emscheriana †
- Siphogaudryina huanghaiensis †
- Siphogaudryina howelli †
- Siphogaudryina interjuncta †
- Siphogaudryina matusimai †
- Siphogaudryina pachecoensis †
- Siphogaudryina rectangularis †
- Siphogaudryina rectiangula †
- Siphogaudryina seranensis †
- Siphogaudryina stephensoni †
- Siphogaudryina testigosensis †
- Siphogaudryina yubarensis †

En Siphogaudryina se ha considerado el siguiente subgénero:
- Siphogaudryina (Bolivinitella), también considerado como género Bolivinitella y aceptado como Loxostomum